# Collection babylonienne de l'Université Yale
Comprenant quelque 45 000 artefacts, la collection babylonienne de l'Université Yale est une section indépendante de la bibliothèque de l'Université Yale située sur le campus de l'Université Yale dans la bibliothèque commémorative Sterling à New Haven, dans le Connecticut, aux États-Unis.

## Historique
Établie par la donation d'une accumulation de tablettes cunéiformes de John Pierpont Morgan en 1909, la collection abrite dorénavant la plus grande collection des États-Unis de documents, sceaux et autres artefacts de Mésopotamie de l'époque ancienne. Albert Clay fit l'acquisition des premières tablettes et dès 1915, on en dénombrait 8 000. En 1921, les 2 500 tablettes de la bibliothèque J. Pierpont Morgan ont été transférées à Yale, puis achetées par l'Université Yale en 1972-73. En 2016, la collection babylonienne de l'Université Yale comprend environ 42 000 tablettes inscrites, des sceaux, des figurines, des modèles d'argile, des planches de jeux, des vases en céramique et en pierre, des tessons, des armes, des bijoux et des gemmes.
Elle constitue, de fait, un centre important pour la recherche en assyriologie et dans d'autres domaines connexes comprenant une bibliothèque de référence de plus de 13 000 livres et publications périodiques. Une grande partie de la collection reste à publier.

## Voir également